# Vriesea limae
Vriesea limae är en gräsväxtart som beskrevs av Lyman Bradford Smith. Vriesea limae ingår i släktet Vriesea och familjen Bromeliaceae. Inga underarter finns listade i Catalogue of Life.